# 켄 자일스
케니스 로버트 자일스 (Kenneth Robert Giles, 1990년 9월 20일 ~ )는 미국의 야구 선수이다.
2011년 7라운드 241순위로 필라델피아 필리스에 입단했다.

## 경력
2014년 6월 12일 샌디에이고 파드리스와의 경기에서 첫 메이저리그 데뷔를 하였다.

### 휴스턴 애스트로스
2015년 12월 12일 휴스턴 애스트로스의 빈스 벨라스케스등과 트레이드 되어 필라델피아 필리스에서 휴스턴 애스트로스로 이적했다.
2017년 시즌 총 63경기에 등판해 62.2 이닝 34세이브 방어율 2.30을 기록해 팀이 포스트 시즌에 진출하는데 기여를 하였다. 팀은 2017년 월드 시리즈에서 LA 다저스를 꺾고 사상 첫 우승을 차지 하였지만 정작 개인으로서는 맘껏 우승의 기쁨을 누리지는 못하였다.
디비전 시리즈부터 월드 시리즈까지 포스트 시즌 등판한 경기때마다 거듭된 실점으로 팀을 계속해서 위기에 빠뜨렸는데 총 7경기에 등판해 7.2이닝 12피안타 10자책점 3피홈런 방어율 11.74이라는 그야말로 처참한 성적이었다.
결국 A.J. 힌치 감독에게 신임을 잃어버렸고 월드 시리즈 막판 3경기에 출전을 못하는 수모를 당하였다.
부진은 다음 시즌에도 계속 이어져 2018년 7월 10일 오클랜드 애슬레틱스전에서 아웃카운트 하나도 잡지 못하고 3실점 하고 강판당한 후 다음 날인 7월 11일 사상 첫 마이너리그로 강등되었다.
그에 대한 활용도가 없어진 휴스턴은 7월 30일 마무리 투수를 찾고 있던 토론토 블루제이스와의 트레이드 통해 그를 토론토로 이적시켰다.

### 토론토 블루제이스
2019년 시즌 본격적으로 토론토 블루제이스의 주전 마무리 투수를 맡으며 53이닝 23세이브 방어율 1.87을 기록 전년도의 부진을 씻어내며 반등에 성공했다.

### 시애틀 매리너스
2021년 2월 11일에 시애틀 매리너스와 2년 계약을 체결하였다.

## 통산 기록
| 연 도          | 소 속          | 나 이          | 승 리 | 패 전 | 평 자 책 | 출 장 | 선 발 | 완 투 | 완 봉 | 홀 드 | 세 이 브 | 이 닝 | 피 안 타 | 실 점 | 자 책 | 피 홈 런 | 볼 넷 | 고 4 | 탈 삼 진 | 몸 맞 | 보 크 | 폭 투 | Q S | 피 안 타 율 | W H I P |
| -------------- | -------------- | -------------- | ----- | ----- | -------- | ----- | ----- | ----- | ----- | ----- | -------- | ----- | -------- | ----- | ----- | -------- | ----- | ---- | -------- | ----- | ----- | ----- | --- | ----------- | ------- |
| 2014           | PHI            | 23             | 3     | 1     | 1.18     | 44    | 0     | 0     | 0     | 13    | 1        | 45.2  | 25       | 7     | 6     | 1        | 11    | 1    | 64       | 0     | 0     | 1     | 0   | .164        | 0.79    |
| 2015           | PHI            | 24             | 6     | 3     | 1.80     | 69    | 0     | 0     | 0     | 12    | 15       | 70.0  | 59       | 23    | 14    | 2        | 25    | 2    | 87       | 1     | 0     | 1     | 0   | .219        | 1.20    |
| 2016           | HOU            | 25             | 2     | 5     | 4.11     | 69    | 0     | 0     | 0     | 18    | 15       | 65.2  | 60       | 32    | 30    | 8        | 25    | 1    | 102      | 2     | 0     | 14    | 0   | .234        | 1.29    |
| 2017           | HOU            | 26             | 1     | 3     | 2.30     | 63    | 0     | 0     | 0     | 2     | 34       | 62.2  | 44       | 16    | 16    | 4        | 21    | 0    | 83       | 1     | 0     | 3     | 0   | .198        | 1.04    |
| 2018           | HOU/TOR        | 27             | 0     | 3     | 4.65     | 55    | 0     | 0     | 0     | 1     | 26       | 50.1  | 54       | 28    | 26    | 6        | 7     | 0    | 53       | 1     | 0     | 2     | 0   | .266        | 1.21    |
| 2019           | TOR            | 28             | 2     | 3     | 1.87     | 53    | 0     | 0     | 0     | 0     | 23       | 53.0  | 36       | 1     | 11    | 5        | 17    | 1    | 83       | 0     | 0     | 2     | 0   | .188        | 1.00    |
| MLB 통산 : 6년 | MLB 통산 : 6년 | MLB 통산 : 6년 | 14    | 18    | 2.67     | 353   | 0     | 0     | 0     | 46    | 114      | 347.1 | 278      | 117   | 103   | 26       | 106   | 5    | 472      | 5     | 0     | 23    | 0   | .215        | 1.11    |

※ 2019년 시즌 종료 기준